# Aratashen
Aratashen (en armenio: Առատաշեն) es una comunidad rural de Armenia ubicada en la provincia de Armavir.
En 2009 tenía 3010 habitantes. Hasta 1978 la localidad se denominaba "Zeyva Hayi".
La localidad se halla en una zona con notables yacimientos arqueológicos que se remontan a 6500 años antes de Cristo y cuenta con restos de metalurgia muy temprana. Cuenta además con una iglesia de mediados del siglo XIX. La economía local se basa en la agricultura y ganadería.
Se ubica unos 5 km al suroeste de Echmiadzin y unos 5 km al sureste de Metsamor.

## Demografía
Evolución demográfica:
| Año        | 1831 | 1897 | 1926 | 1939 | 1959 | 1970 | 1979 | 2001 | 2004 |
| Habitantes | 775  | 1262 | 773  | 813  | 1598 | 1885 | 2037 | 2823 | 2800 |